# Selna
Selna falu Horvátországban, Bród-Szávamente megyében. Közigazgatásilag Garcsinhoz tartozik.

## Fekvése
Bród központjától 12 km-re északkeletre, községközpontjától 1 km-re nyugatra, Szlavónia középső részén, a Dilj-hegység déli lejtői alatt, a Szávamenti-síkság szélén, Garcsin és Trnjani között fekszik.

## Története
A középkori források nem említik. A török uralom idején pravoszláv vlach martalócok lakták, akik a török sereg segédcsapataihoz tartoztak. A török kiűzése során a vlachok távoztak és helyükre Boszniából katolikus horvát menekültek települtek be.
1698-ban „Szelina” néven 11 portával hajdútelepülésként szerepel a török uralom alól felszabadított szlavóniai települések kamarai összeírásában. 1730-ban területe a vrhovaci plébániához tartozott 15 katolikus, 2 pravoszláv házzal és a Szent Illés kápolnával. Az 1746-os vizitáció jelentése szerint ugyanannyi háza volt 225 lakossal és a Szent Vid kápolnával. Lakói a Klokočevik melletti Szent Péter templom mellé temetkeztek. 1760-ban 18 katolikus ház állt itt 17 családdal, 108 katolikus lakossal és 5 pravoszláv házzal.
Az első katonai felmérés térképén „Szelna” néven található. Lipszky János 1808-ban Budán kiadott repertóriumában „Szellna” néven szerepel. Nagy Lajos 1829-ben kiadott művében „Szelna” néven 34 házzal, 103 katolikus és 72 ortodox vallású lakossal találjuk. A katonai közigazgatás megszüntetése után 1871-ben Pozsega vármegyéhez csatolták. Az Osztrák-Magyar Monarchia idejében német családok települtek ide, akik később nagy szerepet játszottak a falu fejlődésében. A második világháború idején a partizánok űzték el őket. Ugyanakkor Likából, a horvát Hegyvidékről, Dalmáciából és Boszniából katolikus horvátok és pravoszláv szerbek települtek be. Ma az ő leszármazottaik alkotják a lakosság többségét.
A településnek 1857-ben 141, 1910-ben 321 lakosa volt. Pozsega vármegye Bródi járásának része volt. Az 1910-es népszámlálás adatai szerint lakosságának 51%-a horvát, 28%-a szerb, 11%-a német anyanyelvű volt. Az első világháború után 1918-ban az új szerb-horvát-szlovén állam, majd később (1929-ben) Jugoszlávia része lett. 1943-ban a német családoknak el kellett hagyni a falut. 1991-től a független Horvátországhoz tartozik. 1991-ben lakosságának 80%-a horvát, 15%-a szerb, 2%-a jugoszláv nemzetiségű volt. 2011-ben a településnek 308 lakosa volt.

## Lakossága

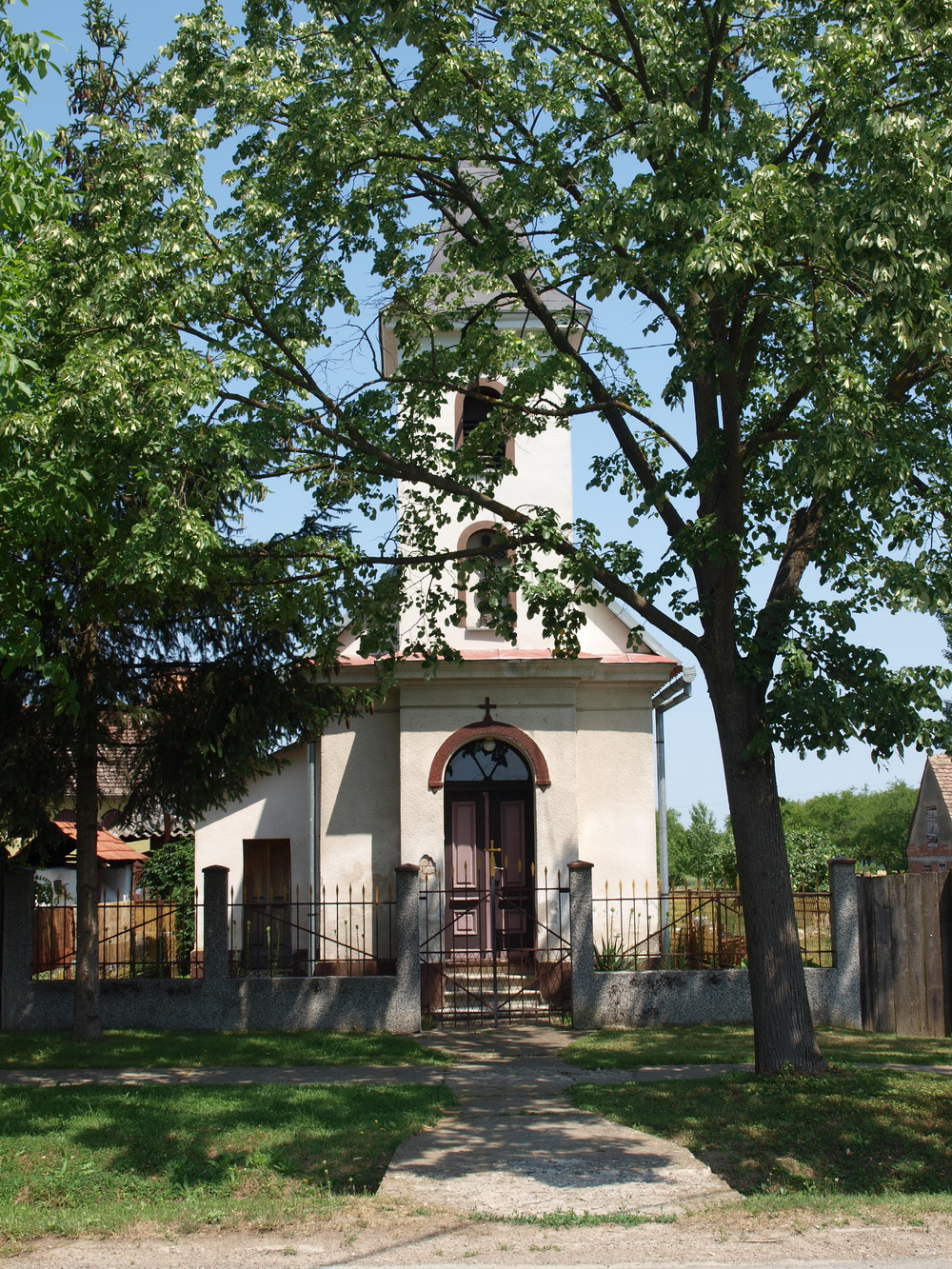
A Szent Antal templom

| Lakosság változása | Lakosság változása | Lakosság változása | Lakosság változása | Lakosság változása | Lakosság változása | Lakosság változása | Lakosság változása | Lakosság változása | Lakosság változása | Lakosság változása | Lakosság változása | Lakosság változása | Lakosság változása | Lakosság változása | Lakosság változása |
| ------------------ | ------------------ | ------------------ | ------------------ | ------------------ | ------------------ | ------------------ | ------------------ | ------------------ | ------------------ | ------------------ | ------------------ | ------------------ | ------------------ | ------------------ | ------------------ |
| 1857               | 1869               | 1880               | 1890               | 1900               | 1910               | 1921               | 1931               | 1948               | 1953               | 1961               | 1971               | 1981               | 1991               | 2001               | 2011               |
| 141                | 178                | 164                | 226                | 267                | 321                | 327                | 331                | 417                | 418                | 396                | 386                | 380                | 367                | 350                | 308                |

## Nevezetességei
- Páduai Szent Antal tiszteletére szentelt római katolikus temploma 1913-ban épült.
- A településen strandfürdő működik.

## Sport
Az NK Selna labdarúgóklubot 1951-ben alapították.